# سیم‌تاون
سیم‌تاون (به انگلیسی: SimTown) یک بازی رایانه‌ای منتشر شده توسط شرکت ماکسیس سافتویر است. این بازی در تاریخ ۱۹۹۵ عرضه شده و سازنده آن ماکسیس سافتویر و طراح آن آوورا دیزاین است.